# Sony Mobile

Logo bis 22. Februar 2012

Sony Mobile Communications war ein 100-prozentiges Tochterunternehmen des japanischen Unternehmens Sony. Das Unternehmen war bis zum 15. Februar 2012 ein Joint Venture von Sony und Ericsson und trat als Sony Ericsson Mobile Communications AB auf. 2001 war das Joint Venture als schwedische Aktiebolag mit Sitz in London gegründet worden.
Seit dem 1. April 2019 gibt es Sony Mobile, die Sparte für u. a. die Smartphone-Modelle, nicht mehr. Stattdessen wurde diese Sparte mit den Bereichen TV, Audio und Kameras zusammengeführt und wird unter dem Namen „Electronics Products and Solutions“ geführt.
Der Firmensitz befindet sich in Tokio; der wichtigste Standort des Unternehmens jedoch im schwedischen Lund. Anfang 2015 kündigte das Unternehmen an, weltweit 2.100 der zu diesem Zeitpunkt 7.000 Mitarbeiter zu entlassen. Von den insgesamt 2.200 Stellen am Standort Lund wurden 1.000 gestrichen.

## Geschichte
Ericsson ist als Telekommunikationskonzern tätig und war Anfang der 1990er Jahre einer der größten Hersteller mobiler Telefone, doch die Sparte Mobiltelefone zeigte im neuen Jahrtausend zunehmend Schwächen. Als Gründe für das schlechte Geschäft wurden Marketing- und Lieferprobleme sowie ein träges Management genannt.
Zudem hatte die Führung von Ericsson Markttrends verpasst und konnte somit nicht die Wünsche der Kunden erfüllen. Zwar war das technische Niveau der Ericsson-Geräte stets sehr hoch, doch das kantige Design verhinderte den kommerziellen Erfolg außerhalb des Businesskundenbereiches und drängte das Unternehmen an den Rand des Marktes. Zuletzt musste Ericsson jedes seiner Mobiltelefone mit knapp 60 Euro subventionieren, was zu hohen Verlusten und fast zur Insolvenz führte.
Ericsson und die Sony Corporation gaben am 24. April 2001 bekannt, ein Memorandum of Understanding unterzeichnet zu haben. Ziel war es, ein gemeinsames Unternehmen zu gründen, in dem weltweit die Mobiltelefon-Geschäftsbereiche beider Unternehmen zusammengeführt werden. Das neue Unternehmen mit dem Namen Sony Ericsson Mobile Communications sollte von Ericssons Kompetenzen im Bereich der Telekommunikation und von Sonys Erfahrungen im Bereich der Unterhaltungselektronik profitieren. Die bestehenden Produktlinien unter den Markennamen von Ericsson und Sony wurden beibehalten, bis die neue Marke eigene Produkte vorstellen konnte.
Am 28. August 2001 einigten sich Ericsson und Sony darauf, ihre Mobiltelefon-Geschäftsbereiche zusammenzuführen, und unterzeichneten eine entsprechende Vereinbarung, die beide Unternehmen zu gleichen Teilen an Sony Ericsson beteiligte. Sony stellte im Zuge der Verhandlungen die Bedingung, dass Sony Ericsson spätestens ab Ende 2004 Gewinn einfahren müsse, sonst würde man wieder aus dem Gemeinschaftsunternehmen aussteigen – diese Bedingung konnte im vierten Quartal 2003 erfüllt werden, als Sony Ericsson das erste Mal eine positive Bilanz vorweisen konnte. Am 11. September 2001 wurde das Joint Venture offiziell von den Managements von Ericsson und Sony genehmigt.
Am 1. Oktober 2001 nahm das Gemeinschaftsunternehmen Sony Ericsson Mobile Communications nach der Erteilung entsprechender Genehmigungen durch Wettbewerbsbehörden seine Geschäftstätigkeit auf. Laut Pressemitteilung war es das Ziel, „in den nächsten fünf Jahren die Nummer eins für mobile Multimediaprodukte [zu] werden“. Gleichzeitig wurde auch das neue Logo der Marke Sony Ericsson präsentiert. Die Forschung und Entwicklung der Mobiltelefone in Dornach (Aschheim) sowie in North Carolina wurde wegen finanzieller Schwierigkeiten im Zuge des Joint-Venture zum Ende 2003 aufgegeben. Am Standort Dornach wurden etwa 300 Angestellte entlassen.
Im Jahr 2004 hat Sony Ericsson den Standort Dornach verlassen.
Am 18. März 2009 bekundete Ericsson Interesse an einem Ausstieg aus dem Joint Venture. Sony erklärte sich zwar bereit, das Joint Venture vollständig zu übernehmen und Ericsson herauszukaufen, wollte dies aber aufgrund des letzten Gewinneinbruchs nicht ohne Investitionshilfe einer Bank durchführen. Dies wurde allerdings zwei Tage später, am 20. März 2009, von einem Ericsson-Konzernsprecher dementiert.
Mit der Verbreitung von Smartphones sank der Marktanteil von Sony Ericsson. Dieser betrug 2006 noch 9 % und sank bis 2011 auf 1,7 % ab.
Am 27. Oktober 2011 gaben Sony und Ericsson bekannt, dass Sony nun doch das Unternehmen komplett übernehmen werde und dafür 1,05 Milliarden Euro bezahlen wird. Die Übernahme sollte im Februar 2012 abgeschlossen sein, so wurde in Aussicht gestellt. Teil des Pakets sind auch Lizenzvereinbarungen und einige relevante Patentgruppen. Das Unternehmen plante, ab 2012 nur noch Smartphones herzustellen. Am 15. Februar 2012 schloss Sony die vollständige Übernahme ab. Am 22. Februar 2012 wurde das Unternehmenslogo durch das von Sony ersetzt und die Webseite auf das Design von Sony angepasst. Die Umbenennung in Sony Mobile Communications AB stand jedoch noch aus. Am 29. Februar 2012 wurde die ehemalige Sony Ericsson Mobile Communications in Sony Mobile Communications umbenannt. Der Unternehmenssitz wurde im Zuge der Übernahme nach Lund verlegt. Wie am 4. April 2012 bekannt gegeben worden ist, wird ab dem 16. Mai 2012 Kunimasa Suzuki die Sony Mobile Communications AB als CEO und Präsident vertreten. Der bisherige CEO Bert Nordberg wird ab diesem Zeitpunkt die Position des Vorsitzenden der Sony Mobile Communications übernehmen.
Mitte 2018 hat Sony aufgrund seiner wirtschaftlichen Lage mit der Einstellung von eigenen Apps begonnen.
Forschung und Entwicklung werden an Standorten in Schweden, Japan, der Volksrepublik China, den Vereinigten Staaten und Großbritannien betrieben.

## Mobiltelefone

### Sony Mobile
Die Sony-Smartphones sind mit dem Betriebssystem Android ausgestattet, welches vom Hersteller Google kostenlos zur Verfügung gestellt wird.

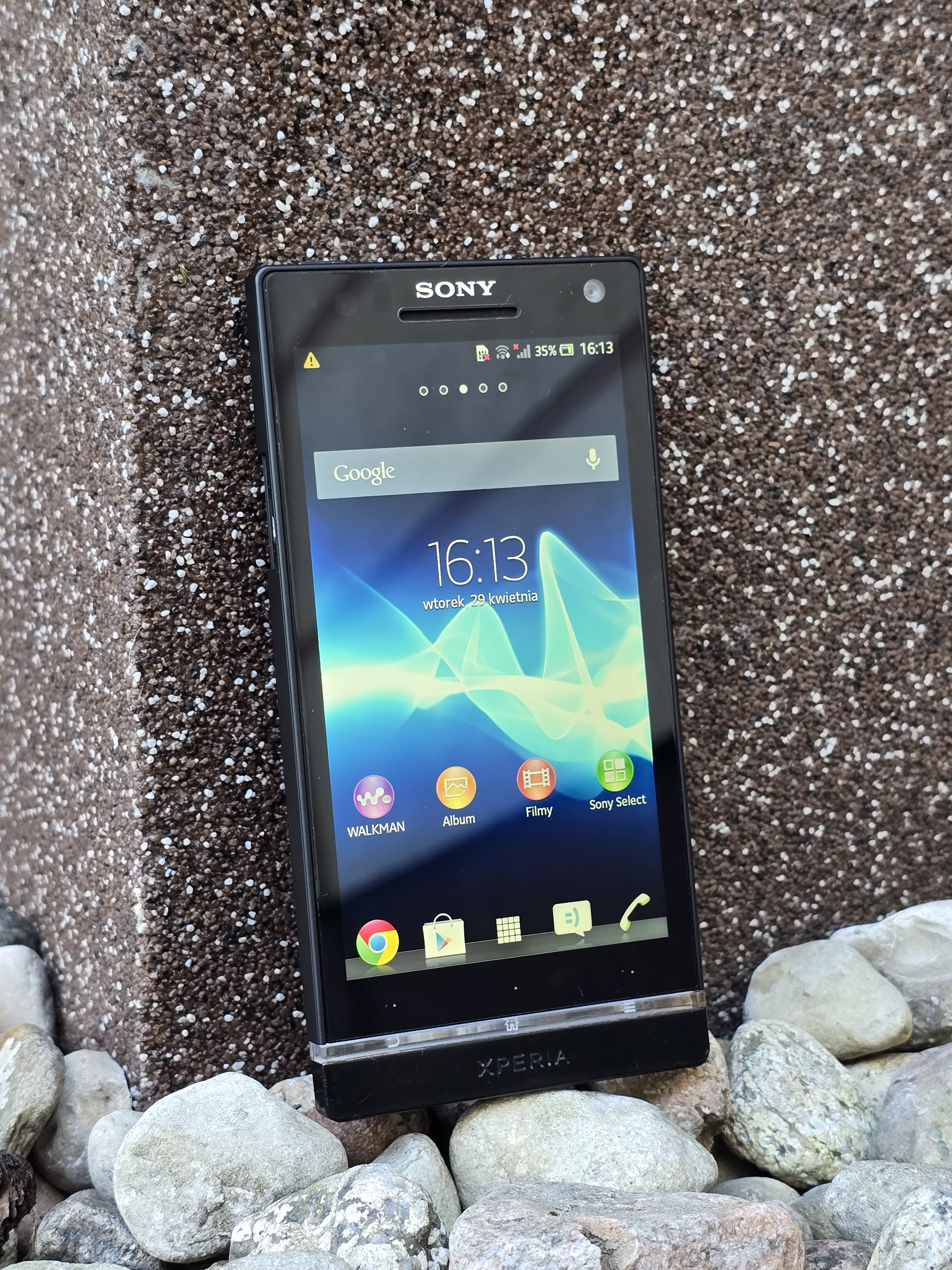
Xperia S

Das erste Telefon, welches nach der Fusion mit Ericsson entstand und nur den Sony-Schriftzug trug, war das Xperia S.
Sony kündigte auf dem MWC (Mobile World Congress) 2019 den Release der neuen Smartphone Serie mit CinemaWide™ 21:9 Display Formaten an. Darunter fallen das Xperia 10 und das Xperia 10 Plus sowie das Flaggschiffmodell Xperia 1.
| Modell               | Erscheinungsjahr | Merkmale | Preis | Bild |
| -------------------- | ---------------- | --- | ----- | ---- |
| Xperia Z             | 2013             | - 13 Megapixel-Kamera mit Exmor RS - 5,0" (12,7 cm) Full-HD-Display - Akku mit STAMINA-Modus |       |      |
| Xperia ZL            |                  | - 13 Megapixel-Kamera mit Exmor RS - 5,0" (12,7 cm) Full-HD-Display - Akku mit STAMINA-Modus |       |      |
| Xperia E             |                  | - 3 Megapixel-Kamera - 3,5" (8,9 cm) Display - Smartphone-Rechnungen überwachen |       |      |
| Xperia SP            |                  | - 8 Megapixel-Kamera mit Exmor RS - 4,6" (11,7 cm) HD-Display - Akku mit STAMINA-Modus |       |      |
| Xperia L             |                  | - 8 Megapixel-Kamera mit Exmor RS - 4,3" (10,9 cm) Display - Akku mit STAMINA-Modus |       |      |
| Xperia ZR            |                  | - 13 Megapixel-Kamera mit Exmor RS - 4,6" (11,7 cm) HD-Display - Akku mit STAMINA-Modus |       |      |
| Xperia M             |                  | - 4" (10,2 cm) Display - „One-touch mirroring“ mit NFC - 5 Megapixel-Kamera mit HDR für Fotos |       |      |
| Xperia Z Ultra       |                  | - 6,4" (16,3 cm) Full-HD-Display - 8 Megapixel-Kamera mit Exmor RS |       |      |
| Xperia Z1            |                  | - 20,7 Megapixel-Kamera mit Exmor RS - 5,0" (12,7 cm) Full-HD-Display - Quad-Core-Prozessor |       |      |
| Xperia Z1 Compact    |                  | - 20,7 Megapixel-Kamera mit Exmor RS - 4,3" (10,9 cm) HD-Display - Quad-Core-Prozessor |       |      |
| Xperia T2 Ultra      |                  | - 6" (15,2 cm) HD-Display - 13 Megapixel-Kamera mit Exmor RS - Akku mit STAMINA-Modus |       |      |
| Xperia Z2            |                  | - 20,7 Megapixel-Kamera mit 4K-Videoaufnahme - 5,2" (13,2 cm) Full-HD-Display mit Live Colour-LED-Technologie - LTE (4G) und Qualcomm Snapdragon™-Quad-Core |       |      |
| Xperia M2            |                  | - 8 Megapixel-Kamera mit Exmor RS - 4,8" (12,2 cm) qHD-Display - Akku mit STAMINA-Modus |       |      |
| Xperia E1            |                  | - Das Walkman™-Erlebnis - 4" (10,2 cm) Display mit TV-Technik von Sony - Dual-Core 1,2 GHz-Prozessor |       |      |
| Xperia style         |                  | - 8 Megapixel-Kamera mit Exmor RS - 5,3" (13,5 cm) HD-Display - Edelstahlrahmen |       |      |
| Xperia M2 Aqua       |                  | - 8 Megapixel-Kamera mit Exmor RS - Akku mit STAMINA-Modus - 4,8" (12,2 cm) IPS-Display |       |      |
| Xperia E3            |                  | - Bis zu 2 Tage Akkulaufzeit - Smarte Kamera - 4,5" (11,4 cm) IPS-Display |       |      |
| Xperia Z3 Compact    |                  | - 20,7 Megapixel-Kamera mit Exmor RS - Bis zu 2 Tage Akkulaufzeit - Kompaktes Design mit 4,6" (11,7 cm) HD-Display |       |      |
| Xperia Z3            |                  | - 20,7 Megapixel-Kamera mit Exmor RS - Bis zu 2 Tage Akkulaufzeit - 5,2" (13,2 cm) Full-HD-Display |       |      |
| Xperia E4/E4g        |                  | - Bis zu 2 Tage Akkulaufzeit - 5 Megapixel-Kamera mit HDR - 4,7" (11,9 cm) IPS-Display |       |      |
| Xperia M4 Aqua       |                  | - 13 Megapixel-Kamera mit Exmor RS - 5 Megapixel-Weitwinkel-Frontkamera für perfekte Selfies - Bis zu 2 Tage Akkulaufzeit |       |      |
| Xperia Z3+/z4        |                  | - 20,7 Megapixel-Kamera für schlechte Lichtverhältnisse - Bis zu 2 Tage Akkulaufzeit - Octa-Core-Prozessor |       |      |
| Xperia Z5            | 2015             | - 23 Megapixel-Kamera mit hybridem Autofokus - Fingerabdrucksensor - Bis zu 2 Tage Akkulaufzeit - Hi-Res Audio | 699 € |      |
| Xperia Z5 Compact    | 2015             | - Kompaktes Design - 23 Megapixel-Kamera mit hybridem Autofokus - Bis zu 2 Tage Akkulaufzeit - Hi-Res Audio | 599 € |      |
| Xperia Z5 Premium    | 2015             | - Weltweit erstes 4K Ultra HD Display in einem Smartphone - 23 Megapixel-Kamera mit hybridem Autofokus - Bis zu 2 Tage Akkulaufzeit - Hi-Res Audio | 799 € |      |
| Xperia M5            |                  | - 21,5 Megapixel-Kamera mit hybridem Autofokus - 13 Megapixel-Kamera - Bis zu 2 Tage Akkulaufzeit - Hi-Res Audio |       |      |
| Xperia X             | 2016             | - 23 Megapixel und schnelle Motiverkennung - 13 Megapixel Selfie-Kamera - Hi-Res Audio | 499 € |      |
| Xperia XA            |                  | - 13 Megapixel mit hybridem Autofokus - 8 Megapixel Selfie-Kamera - Bis zu 2 Tage Akkulaufzeit - Hi-Res Audio | 279 € |      |
| Xperia X Performance | 2016             | - Schnelle Aufnahme mit 23 Megapixel - Hi-Res Audio | 649 € |      |
| Xperia E5            | 2016             | - Bis zu 2 Tage Akkulaufzeit - 13 Megapixel-Kamera - Bis zu 200 GB Speicherplatz auf SD-Karte - Hi-Res Audio | 199 € |      |
| Xperia X Compact     | 2016             | - 23 MP-Kamera mit Dreifach-Sensor - 4,6″ kompaktes Design - Smart Battery Management - Hi-Res Audio | 449 € |      |
| Xperia XZ            | 2016             | - 23 MP-Kamera mit Dreifach-Sensor - Polierte Rückseite aus Metall - Smart Battery Management (Qnovo Adaptive Ladetechnologie) - Hi-Res Audio | 699 € |      |
| Xperia XZs           | 2017             | - Qualcomm® Snapdragon™ 820 Prozessor - 4 GB RAM - 32 GB ROM - USB-Type C - 19 MP Motion Eye™-Kamera, 1/2,3” Exmor RS™ Dreifach-Sensor - Superslow Motion mit 960 Bp/S - Stereo Front Lautsprecher - Hi-Res Audio - 5,2” Full-HD LCD mit TRILUMINOS™ Technologie, X-Reality for Mobile - Smart Battery Management (Qnovo Adaptive Ladetechnologie) | 649 € |      |
| Xperia XZ1           | 2017             | - Qualcomm® Snapdragon™ 835 Mobile Plattform - Qualcomm® Quick Charge™ 3.0 - 4 GB RAM - 64 GB ROM - Hi-Res Audio - USB-Type C - 5,2" FHD HDR Display TRILUMINOS™ for mobile X-Reality™ for mobile - microSDXC-kompatibel (bis zu 256 GB) - 3D Creator (Erstellung von 3D-Modellen durch Kameraaufnahmen) - Smart Battery Management (Qnovo Adaptive Ladetechnologie) | 699 € |      |
| Xperia XZ1 Compact   | 2017             | - Qualcomm® Snapdragon™ 835 Mobile Plattform - 4 GB RAM - 32 GB ROM - microSDXC-kompatibel (bis zu 256 GB) - USB-Type C - Hi-Res Audio - 19 MP Motion Eye™-Kamera 1/2,3” Exmor RS™ for mobile Sensor - Superslow Motion 960 Bp/S - Smart Battery Management (Qnovo Ladetechnologie) - 3D Creator (Erstellung von 3D-Modellen durch Kameraaufnahmen) - 4.6" HD-Display TRILUMINOS™ for mobile X-Reality™ for mobile | 599 € |      |
| Xperia XZ2           | 2018             | - Qualcomm® Snapdragon™ 845 Mobile Plattform - Qualcomm® Quick Charge™ 3.0 - 4 GB RAM - 64 GB ROM - microSDXC-kompatibel (bis zu 400 GB) - USB Type C - 5,7” 18:9 Full HD+ (1080 × 2160 p) HDR Display TRILUMINOS™ for mobile X-Reality™ for mobile - 19 MP Motion Eye™-Kamera 1/2,3” Exmor RS™ - Superslow Motion 960 Bp/S in Full HD - Hi-Res Audio - Smart Battery Management (Qnovo Ladetechnologie) - Wireless Charging (Induktives Laden) - 3D Creator (Erstellung von 3D-Modellen durch Kameraaufnahmen) - Sony’s Dynamic Vibration System (Haptisches Feedback bei Medienwiedergabe – analysiert den Ton und Vibriert ähnlich einem Subwoofer bei Tiefton Frequenzen) | 799 € |      |
| Xperia XZ2 Compact   | 2018             | - Qualcomm® Snapdragon™ 845 Mobile Plattform - Qualcomm® Quick Charge™ 3.0 - 4 GB RAM - 64 GB ROM - microSDXC-kompatibel (bis zu 400 GB) - USB Type C - 5” 18:9 Full HD+ (1080 × 2160 p) HDR Display TRILUMINOS™ for mobile X-Reality™ for mobile - 19 MP Motion Eye™-Kamera 1/2,3” Exmor RS™ SteadyShot™, mit Intelligent Active Mode (Fünf-Achsen-Stabilisierung) - Superslow Motion 960 Bp/S in Full HD - Hi-Res Audio - Smart Battery Management (Qnovo Ladetechnologie) - Wireless Charging (Induktives Laden) - 3D Creator (Erstellung von 3D-Modellen durch Kameraaufnahmen)                                                                                           | 599 € |      |
| Xperia XZ3           | 2018             | - Qualcomm® Snapdragon™ 845 Mobile Plattform - 4 GB RAM - 64 GB ROM - microSDXC-kompatibel (bis zu 512 GB) - USB Type C - 6” (15,2 cm), 18:9 OLED QHD+ (2880 × 1440) HDR Display TRILUMINOS™ for mobile X-Reality™ for mobile - 19 MP Motion Eye™-Kamera 1/2,3” Exmor RS™, SteadyShot™ mit Intelligent Active Mode (Fünf-Achsen-Stabilisierung) - Superslow Motion 960 Bp/S in Full HD - Hi-Res Audio - Smart Battery Management (Qnovo Ladetechnologie) - USB Power Delivery (USB PD) für schnelles Laden - Wireless Charging (Induktives Laden) - 3D Creator (Erstellung von 3D-Modellen durch Kameraaufnahmen)                                                             | 799 € |      |

#### Mobiltelefone bis 2012 (Sony-Ericsson)
Der Hauptgeschäftszweig von Sony Ericsson war die Herstellung von Mobiltelefonen. Bei Geräten mit erweiterbarem Speicher setzt man im Gegensatz zu Mitbewerbern das Sony-eigene Format Memory Stick ein. Mittlerweile bieten Modelle auch einen Speicherkartenslot für das weit verbreitete Format microSD wie z. B. das K850 und das Smartphone Xperia X10.
Die Modellnamen sind nach einem in den meisten Fällen einheitlichen Schema aufgebaut. Dabei bezeichnet
- ein voranstehender Großbuchstabe die Serie mit einer grundlegenden Geräteeigenschaft

C – Cyber-shot-Modelle (Weiterentwicklung der K-Serie, Fokus auf die Kamerafunktion; früher Outdoor-Modelle)
D – T-Mobile-Modell (Branding)
F – Fun-Modell (Mobiltelefon mit besonderen Spiele-Funktionen)
G – Generation-Web-Modell (Barrenhandy mit Touchscreen)
J – Einsteiger-Modell (reduzierter Funktionsumfang, meist von Drittfirmen produziert)
K – Volumen-Modell (verbesserte Kamera- und Multimediafunktionen)
M – Smartphone-Modell ohne Kamera (Touchscreen, Symbian-Betriebssystem mit UIQ-Oberfläche)
P – Smartphone-Modell mit Kamera (Touchscreen, Symbian-Betriebssystem mit UIQ-Oberfläche)
R – Radio-Modell mit besonderen Radiofunktionen
S – Swivel/Slider-Modell (elegantes Design)
T – Trend-Modell (früher Volumenmodelle)
V – Vodafone-Modell (Branding)
W – Walkman-Modell (verbesserter Musikplayer, bessere Kopfhörer)
X – Xperia-Modell (Smartphone mit Windows Mobile oder Android)
Z – Modell mit Klappmechanismus
- gefolgt von einer meist dreistelligen Zahl. Bei früheren Modellen kommen zweistellige Zahlen vor, in Einzelfällen auch vierstellige. Einige Mobiltelefone tragen eine einstellige Zahl, wie das Sony Ericsson P1i.
- ein abschließender Kleinbuchstabe die Vermarktungs- bzw. Einsatzregion

a – amerikanischer Kontinent (Süd-, Mittel- und Nordamerika)
c – China
i – EMEA (Europa, Naher Osten, Afrika)
im – EMEA mit i-mode-Funktionalität
Kombinationen aus Buchstaben sind möglich.
Bei aktuellen Modellen setzt Sony Ericsson auch auf asiatisch klingende Namen (Naite, Yari, Aino, Satio).
Das „i“ im Namen wurde bei den Modellen, die seit dem zweiten Quartal 2008 erschienen sind, gestrichen.
Sony Ericsson entwickelte auch Telefonserien unter dem Namen von sonyeigenen Marken.
So wurde 2005 mit dem W800 das erste Walkman-Mobiltelefon vorgestellt. Sein Schwerpunkt liegt auf der Musikwiedergabe. Ebenfalls 2005 erschien das K750, bei dem erstmals besonderer Wert auf Funktion und Bedienung der Kamera gelegt wurde. Dank eines gesonderten Auslöseknopfs konnte das Mobiltelefon beim Fotografieren analog zu vollwertigen Digitalkameras komfortabel quer gehalten werden. Zudem verfügte das K750 über ein komfortables Kameramenü mit typischen Kameraeinstellungen wie Weißabgleich und Fotoeffekten. Das 2006 erschienene Nachfolgemodell K800 unterstrich die Kameraorientierung mit der Bezeichnung Cyber-shot-Handy, und es wird ab diesem Modell ein echter Xenon-Blitz in den jeweiligen K-Serie-Flaggschiffen eingebaut.
2008 wurde mit dem XPERIA X1 das erste Modell der neuen Premium-Marke XPERIA vorgestellt, die speziell auf das steigende Bedürfnis nach mobiler Kommunikation über das Internet und nach mobilen Multimediaerlebnissen eingeht.
Im Februar 2012 stellte Sony Mobile Communications auf dem Mobile World Congress die erste eigene Serie seit der Trennung von Ericsson vor, die Xperia NXT-Serie. Schon im Januar 2012 stellte Sony Mobile Communications auf der CES 2012 ohne Bekanntmachung der Serien-Zugehörigkeit Sonys Flaggschiff Xperia S vor, welches das erste Smartphone von Sony seit der Trennung von Ericsson ist.
Im März 2012 stellte Sony Mobile Communications das Smartphone Sony Xperia sola vor, welches sich auch ohne direkte Bedienung des Bildschirms, beispielsweise auch mit Handschuhen, bedienen lässt.
Auf der IFA 2012 stellte Sony das neue globale Flaggschiff Xperia T zusammen mit dem Xperia V und Xperia J vor.

### Tablets
Auf der IFA 2012 am 29. August 2012 hatte Sony angekündigt, dass ab diesem Tag Tablets unter der Marke Sony Mobile vertrieben werden. Das erste und ebenfalls auf der IFA angekündigte Tablet ist das Xperia Tablet S.

### Nachhaltigkeit
Das GreenHeart-Portfolio umfasst ökologische Innovationen, die zur allgemeinen Umweltverträglichkeit der Mobiltelefone beitragen. Die ersten Geräte der GreenHeart-Serie sind das C901 GreenHeart™ und das Naite. Die gedruckte Gebrauchsanweisung wurde durch eine integrierte elektronische Anleitung ersetzt. Wiederaufbereitete Kunststoffe und ein energieeffizientes Display tragen dazu bei, dass die CO2-Emissionen des Mobiltelefons um 15 Prozent reduziert werden. Bei der Verpackung wird auf Plastik verzichtet; der Akkumulator wird in Papier und das Telefon in einer Stofftasche verpackt.
Im Guide to Greener Electronics von Greenpeace erhält Sony Mobile Communications 4,1 von 10 Punkten.